# Naturschutzgebiet Bärberg

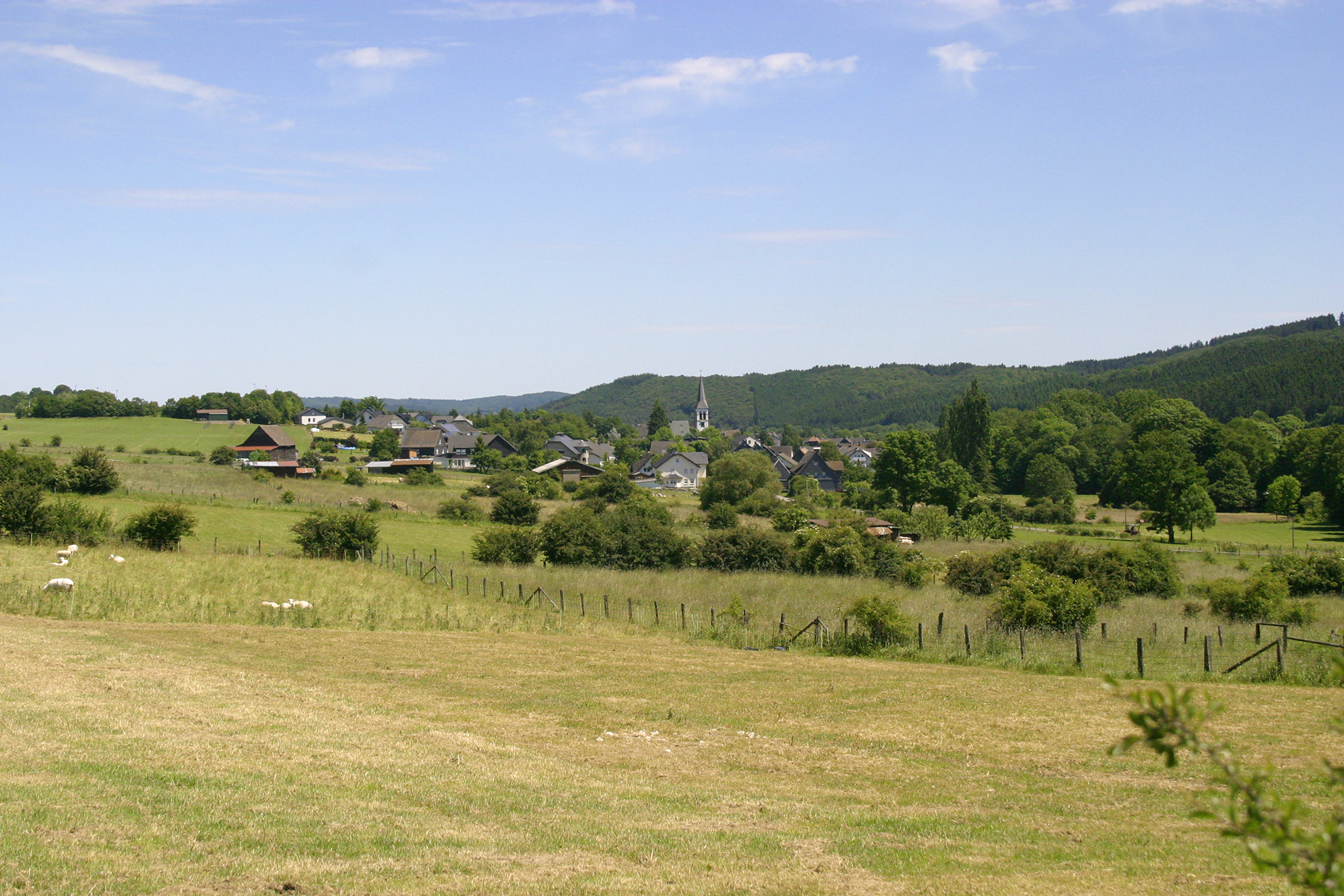
Naturschutzgebiet Bärberg mit Medelon im Hintergrund

Das Naturschutzgebiet Bärberg mit einer Größe von 50,7 ha liegt nordwestlich von Medelon im Stadtgebiet von Medebach. Es wurde 2003 mit dem Landschaftsplan Medebach durch den Hochsauerlandkreis als Naturschutzgebiet (NSG) ausgewiesen. Das NSG ist Teil des Europäischen Vogelschutzgebietes Medebacher Bucht (DE-4717-401).

## Gebietsbeschreibung
Im NSG handelt es sich um einen Grünlandbereich am südexponierten Hang vom Bärberg. Das Schutzgebiet ist durch dornstrauchreiche Hecken und Gebüsche an Parzellengrenzen, entlang der Wege und auf Terrassenkanten strukturiert. Die Hecken sind im unteren Hangbereich oft nur lückig ausgebildet und im oberen Hangbereich eher geschlossen und teils gebüschartig aufgeweitet. Im oberen Hangbereich liegen einige Fichtenparzellen, ferner durchgewachsene Weihnachtsbaumkulturen und eine Ackerparzelle. Am westlichen Unter- und Oberhang befinden sich zwei ehemalige aufgelassene Hudebereiche. In einem der Hudebereiche steht ein mehrtriebiges Hudewäldchen aus Eberesche und Vogelkirsche in einer nährstoffreichen Brache. Das NSG wird durch Asphalt- und Schotterwege erschlossen.
Im Grünland befinden sich hauptsächlich nährstoffreiche und zumeist artenarmen Wiesen, Mähweiden und Weiden. Auch einige artenreichere magere Goldhaferwiesen und nährstoffreiche Glatthaferwiesen sind im Gebiet. Dazu kommen drei sehr kleinflächige vernässte Weidebereiche mit Quellen. Im südlichen NSG-Bereich befindet sich ein kleiner Bach mit quellig vernässter Uferzone.

## Pflanzen- und Tierarten im NSG
Das Landesamt für Natur, Umwelt und Verbraucherschutz Nordrhein-Westfalen dokumentierte im Schutzgebiet Pflanzenarten wie Acker-Witwenblume, Bachbunge, Besenginster, Bitteres Schaumkraut, Brennender Hahnenfuß, Echter Wurmfarn, Echtes Labkraut, Echtes Mädesüß, Gänseblümchen, Gamander-Ehrenpreis, Geflecktes Johanniskraut, Gras-Sternmiere, Großer Wiesenknopf, Harzer Labkraut, Herbstzeitlose, Kleiner Klappertopf, Kleiner Wiesenknopf, Kleines Habichtskraut, Knolliger Hahnenfuß, Kriechender Günsel,  Kriechender Hahnenfuß, Kuckucks-Lichtnelke, Körner-Steinbrech, Magerwiesen-Margerite, Moschus-Malve, Quell-Sternmiere, Scharfer Hahnenfuß, Schlangen-Knöterich, Schwarze Teufelskralle, Spitz-Wegerich, Sumpf-Dotterblume, Sumpf-Vergissmeinnicht, Ufer-Schachtelhalm, Vogel-Wicke, Weißes Labkraut, Wiesen-Bocksbart, Wiesen-Bärenklau, Wiesen-Flockenblume, Wiesen-Kerbel, Wiesen-Kümmel, Wiesen-Pippau, Wiesen-Storchschnabel, Wilde Möhre und Zaun-Wicke.
Im NSG brütet der Neuntöter und andere Gebüschbrüter in größerer Anzahl.

## Schutzzweck
Das NSG soll das Grünland mit seinem Arteninventar schützen. Wie bei allen Naturschutzgebieten in Deutschland wurde in der Schutzausweisung darauf hingewiesen, dass das Gebiet „wegen der Seltenheit, besonderen Eigenart und Schönheit des Gebietes“ zum Naturschutzgebiet erklärt wurde.